# Carlyle Tapsell
Carlyle Tapsell (Adra, 24 juli 1909 - 6 september 1975) was een Indiaas hockeyer. 
Tapsell won met de Indiase ploeg de olympische gouden medaille in 1932 en 1936. Tapsell speelde als verdediger en was gespecialiseerd in de strafcorner. In Berlijn maakte hij vijf doelpunten, waaronder één in de finale.

## Resultaten
- 1932  Olympische Zomerspelen in Los Angeles
- 1936  Olympische Zomerspelen in Berlijn